# Трамниц, Тим
Тим Трамниц (род. 16 ноября 2004, Гамбург, Германия) — немецкий автогонщик. В сезоне 2024 года будет выступать в Формуле-3 за команду MP Motorsport. В сезоне 2023 года выступал за команду R-ace GP в Региональном европейском чемпионате Формулы. Он занял второе место в сезоне 2021 года Итальянской Формулы-4 и занял второе место в сезоне 2021 года ADAC Формулы-4. Является членом молодёжной программы Red Bull Junior Team.

## Карьера

### Картинг
Трамниц начал заниматься картингом в 2011 году, участвуя в местных чемпионатах. После победы в региональной серии в Гамбурге и в Северной Германии Kart-Challenge в 2013 и 2014 годах соответственно, немец перешёл в национальные соревнования, где в 2017 году завоевал свой первый и единственный титул в серии ADAC Kart Academy. Он стал протеже ADAC Stiftung Sport в конце 2017 года и оставался в картинге по 2019 год.

### Формула-4

#### 2020 год
Впервые протестировав машину Формулы-4 в 2019 году, Трамниц дебютировал в формульных гонках в чемпионате ADAC Формула-4 в сезоне 2020 года, выступая за команду US Racing. Он провёл хороший сезон, набирая очки во всех гонках, кроме одной, и шесть раз финишировал на подиуме, один из которых завершился победой в последней гонке чемпионата в Ошерслебене. Трамниц финишировал четвёртым в турнирной таблице, обыграв всех своих напарников по команде, кроме одного, и выиграв трофей лучшего новичка.

#### 2021 год
В сезоне 2021 года немец вернулся в ADAC Формулу-4 и Итальянскую Формулу-4, снова выступав за команду US Racing. Он провёл сильные выступления в обоих чемпионатах, завоевав девять подиумов в своём частичном участии в Итальянской Формуле-4, включая две победы на трассах Поль Рикар и Ред Булл Ринг соответственно. Кроме того, Трамниц пять раз выходил победителем в ADAC Формуле-4, опередив своего бывшего напарника по команде и соперника за титул Оливера Бермана до финальной гонки. Он финишировал вторым в обоих чемпионатах, несмотря на то, что пропустил два этапа в Итальянской Формуле-4.

### Региональный европейский чемпионат Формулы

#### 2022 год
В сезоне 2022 года Трамниц перешёл в Региональный европейский чемпионат Формулы, выступав за команду Trident.

#### 2023 год
В сезоне 2023 года Трамниц перешел в R-ace GP в Региональном европейском чемпионате Формулы (FRECA).
1 июля 2023 года на гонке FRECA в Спа-Франкоршам Трамниц не справился с управлением на трассе на повороте Кеммель-Радиллон и разбил машину, вызвав цепную реакцию столкновения нескольких следующих автомобилей. В результате инцидента погиб один из гонщиков, Дилано ван'т Хофф.

### Формула-3
Трамниц принял участие в постсезонных тестах Формулы-3 в сезоне 2023 года за команду MP Motorsport. В январе 2024 года было подтверждено, что он будет выступать за команду MP Motorsport в сезоне Формулы-3 2024 года.

### Формула-E
В апреле 2023 года Трамниц был приглашён на тесты молодых гонщиков Формулы-E в Берлине за команду ABT Cupra.

### Формула-1
В октябре 2023 года Трамниц объявил, что присоединился к молодёжной программе Red Bull Junior Team.

## Личная жизнь
Трамниц родился и вырос в Гамбурге, Германия. Своими кумирами в автоспорте Трамниц называет четырёхкратного чемпиона Формулы-1 Себастьяна Феттеля.